# Lochinver
Lochinver, schottisch-gälisch: Loch an Inbhir, ist ein Hafenort in den nordwestlichen Highlands von Schottland. Der Name leitet sich vom River Inver ab, an dessen Mündung Lochinver liegt. Lochinver liegt nördlich von Ullapool und westlich des Loch Assynt in der sehr dünn besiedelten ehemaligen schottischen Grafschaft Sutherland in der Council Area Highland.
Die wesentlichen wirtschaftlichen Faktoren des Ortes sind Fischerei und der Tourismus. Eine wichtige Einnahmequelle und zugleich Sehenswürdigkeit des Ortes ist der Hafen. Er wurde in den 1990er Jahren erneuert und verbessert und wird hauptsächlich von spanischen, französischen und portugiesischen Fischereiflotten besucht. Eine weitere Sehenswürdigkeit Lochinvers sind die Culag Woods. Weiterhin gibt es in Lochinver ein Kriegerdenkmal für die Gefallenen des Ersten Weltkrieges auf der einen und die Gefallenen des Zweiten Weltkrieges auf der anderen Seite.
Lochinver bietet als größte Ansiedlung im Gebiet des Assynt zwei Supermärkte, einen Metzger, eine Bank, Post, Polizei, eine Tankstelle, Restaurants und ein Geschäft für Haushalts- und Outdoorbedarf. Ferner existieren mehrere kleine Übernachtungsstätten.

## Nähere und weitere Umgebung
In der näheren Umgebung bieten sich zahlreiche Möglichkeiten zum Wandern. Ein Ziel ist hier der Suilven, ein Berg mit ungewöhnlicher Form, und die Kirkaig Falls. Ferner gibt es zahlreiche Möglichkeiten zum Fischen. Dies trifft insbesondere auf den River Inver und den Loch Assynt zu.
Einer der attraktivsten Strände in der näheren Umgebung ist Achmelvich mit ganzjährig klarem hellblauem Wasser. Manchmal sind in der Bucht Schweinswale beobachtbar. Clashnessie ist ein kleiner Ort in der Nähe von Lochinver, der ebenfalls einen Sandstrand besitzt. Von ihm gelangt man zu einem Wasserfall.
Ebenfalls in der Umgebung von Lochinver ist der kleine Ort Culkein. Das Sehenswerte an Culkein ist die landschaftliche Situation. Gleiches gilt für die Region und Küste um den kleinen Ort Drumbeg. Eine weitere Attraktion im Gebiet um Lochinver sind der Old Man of Stoer mit dem Ru Stoer Lighthouse. Der Ort Stoer liegt unweit des Leuchtturmes an einer weiten offenen Bucht. In dieser Bucht befindet sich ein Sandstrand und in dessen Nähe eine Kirchenruine. Alle diese Sehenswürdigkeiten in der Umgebung von Lochinver sind über die B869 (single track road), die von der A837 abzweigt, zu erreichen.
Östlich von Lochinver liegen Ardvreck Castle und Calda House am Nordufer von Loch Assynt. Loch Assynt befindet sich im Inchnadamph National Nature Reserve, dass 3200 Hektar umspannt und sich zwischen dem Loch Assynt und dem Ben More Assynt befindet. Die Gegend um Inchnadamph und Lochinver ist wegen ihrer Vielfalt bei Wanderern, Geologen und Botanikern ein gefragtes Ziel. So auch die Bone Caves, die etwa zwei Meilen von Inchnadamph entfernt liegen. Ein weiteres Ausflugsziel für Wanderer sind die Kirkaig Falls, die von einem kleinen Parkplatz einige Kilometer südlich von Lochinver entlang des River Kirkaig zu erreichen sind.
Etwas weiter von Lochinver entfernt, befindet sich das Knockan Crag Visitor Centre, dass über die A835 zu erreichen ist. Von diesem Besucherzentrum hat man eine weite Aussicht über die umliegenden Berge und Lochs. Das Hydroponicum ist ein Ziel für Gartenbauinteressierte. Es liegt in dem kleinen Ort Achiltibuie. 
Die Umgebung der Stadt ist von felsigem Gelände geprägt, das teilweise bizarre Formen besitzt. In Küstennähe sind Inseln und kleine abgerundete Felsen vorhanden, die der Landschaft ein „skandinavisches“ Gepräge geben. Es handelt sich überwiegend um den etwa 3 Milliarden Jahre alten Lewisian-Gneis.

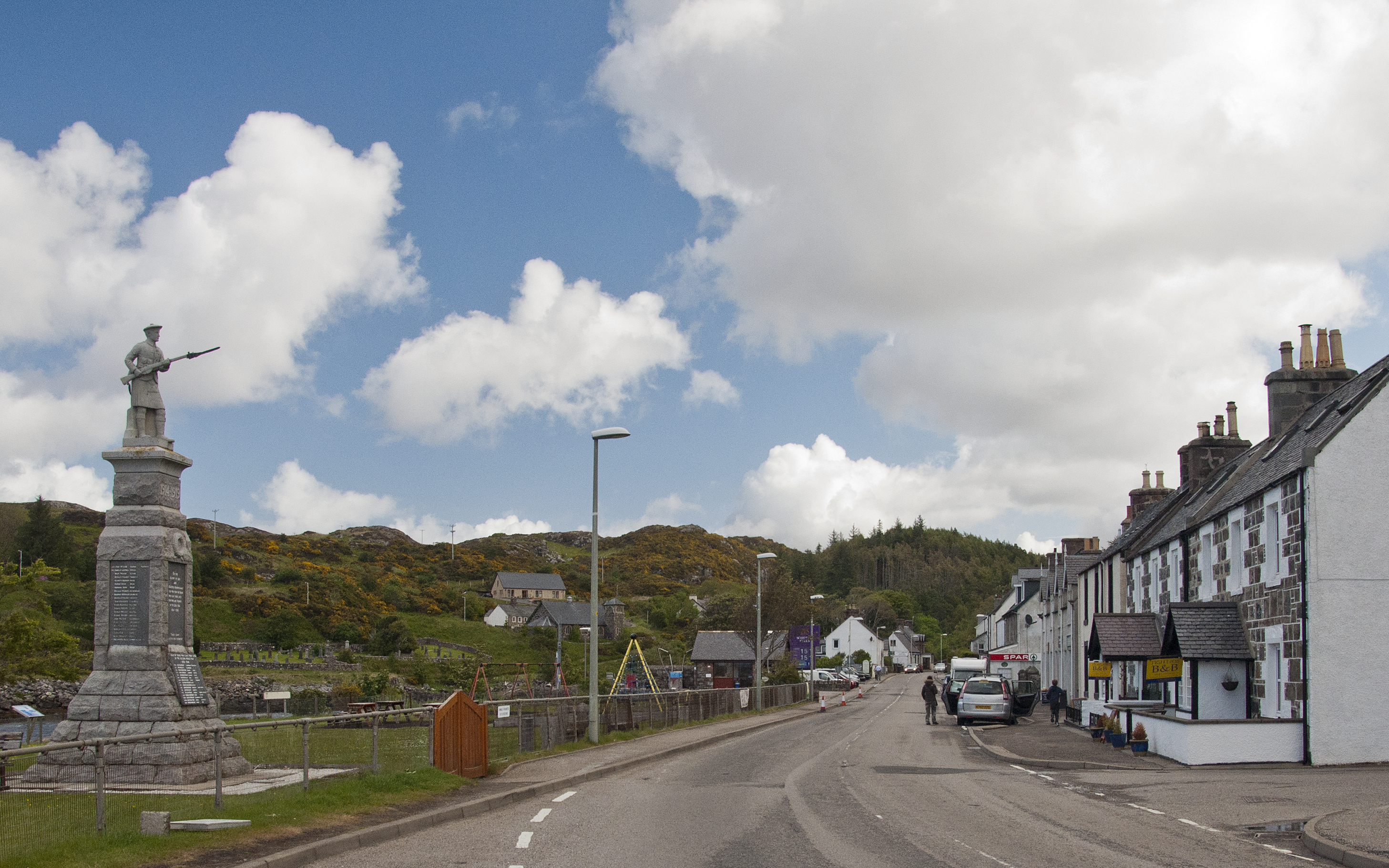
Hauptstraße in Lochinver am Hafen
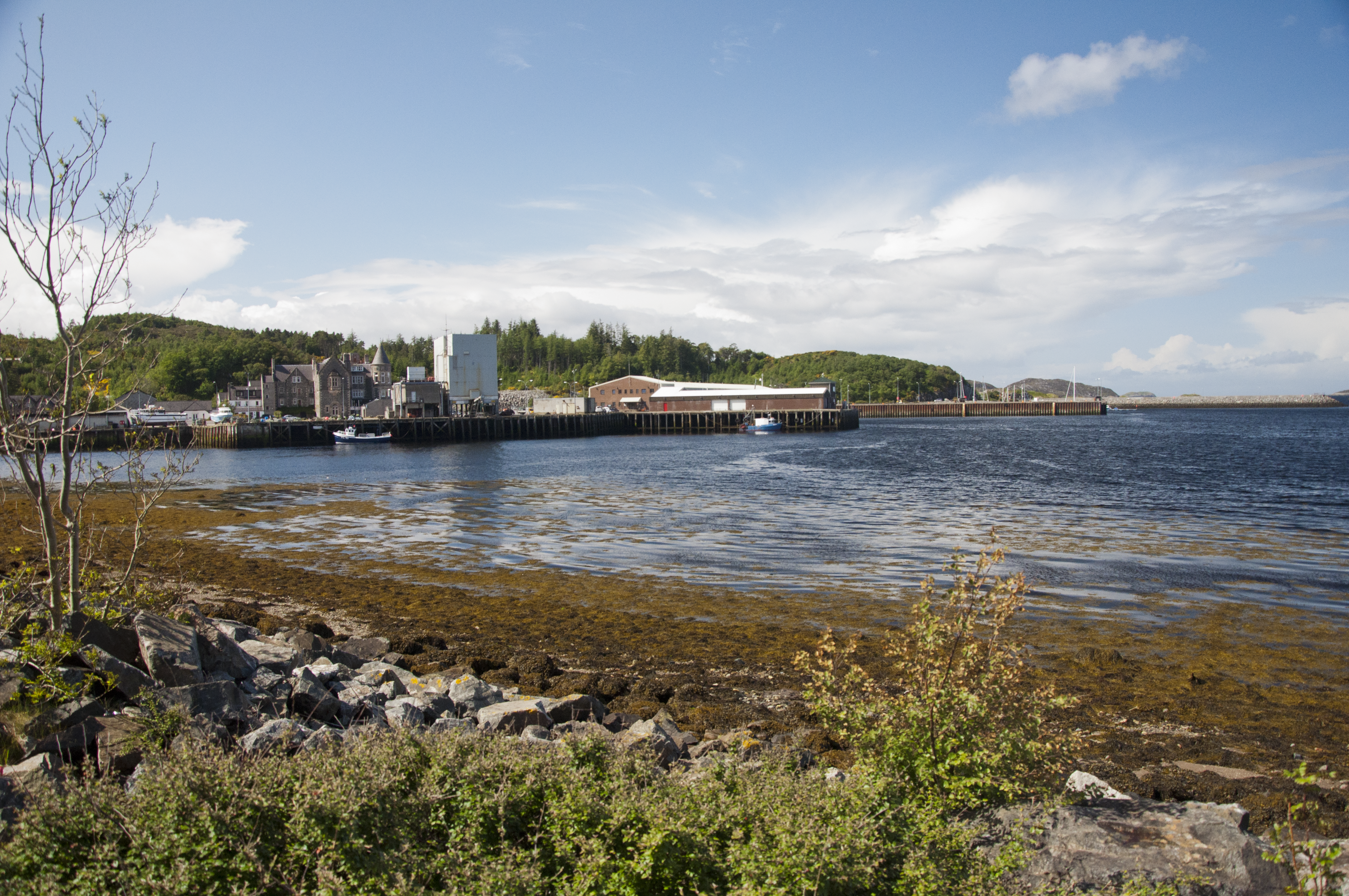
Der Hafen von Lochinver